# Jūbako
Jūbako (重箱 , "Hộp nhiều tầng") là các hộp nhiều tầng dùng để đựng và trình bày đồ ăn ở Nhật Bản. Các hộp này thường được dùng để đựng các bữa trưa mang đi, hay bento, hay để đựng osechi, các đồ ăn truyền thống gắn liền với Tết Nhật Bản.

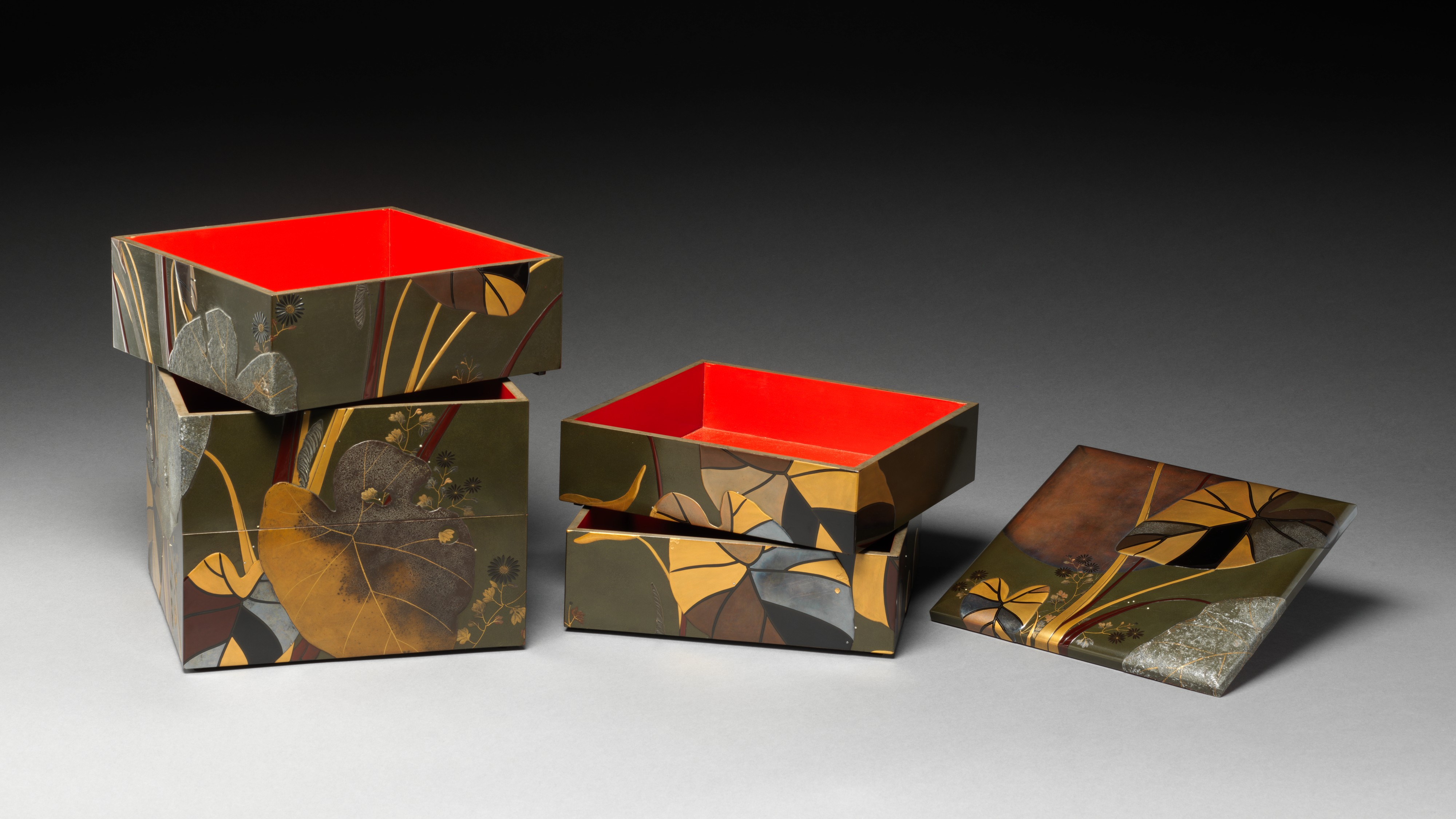
Jūbako thời giữa thế kỉ 19 được làm bởi Shibata Zeshin, hiện tại đang nằm ở Viện bảo tàng Mỹ thuật Metropolitan

Jūbako thể kỉ 18 làm từ gỗ bọc vàng và bạc

Cũng còn có Jikirō (食籠 , "Giỏ thực phẩm"), một loại Jūbako, nhỏ hơn Jūbako thường.
| Tìm hiểu thêm về Jūbako tại các dự án liên quan |                                |
| Tìm kiếm Wiktionary                             | Từ điển từ Wiktionary          |
| Tìm kiếm Commons                                | Tập tin phương tiện từ Commons |
| Tìm kiếm Wikidata                               | Dữ liệu từ Wikidata            |

## Liên kết ngoại
Tư liệu liên quan tới Jūbako tại Wikimedia Commons